# Brandmeister (Landsknechtheer)

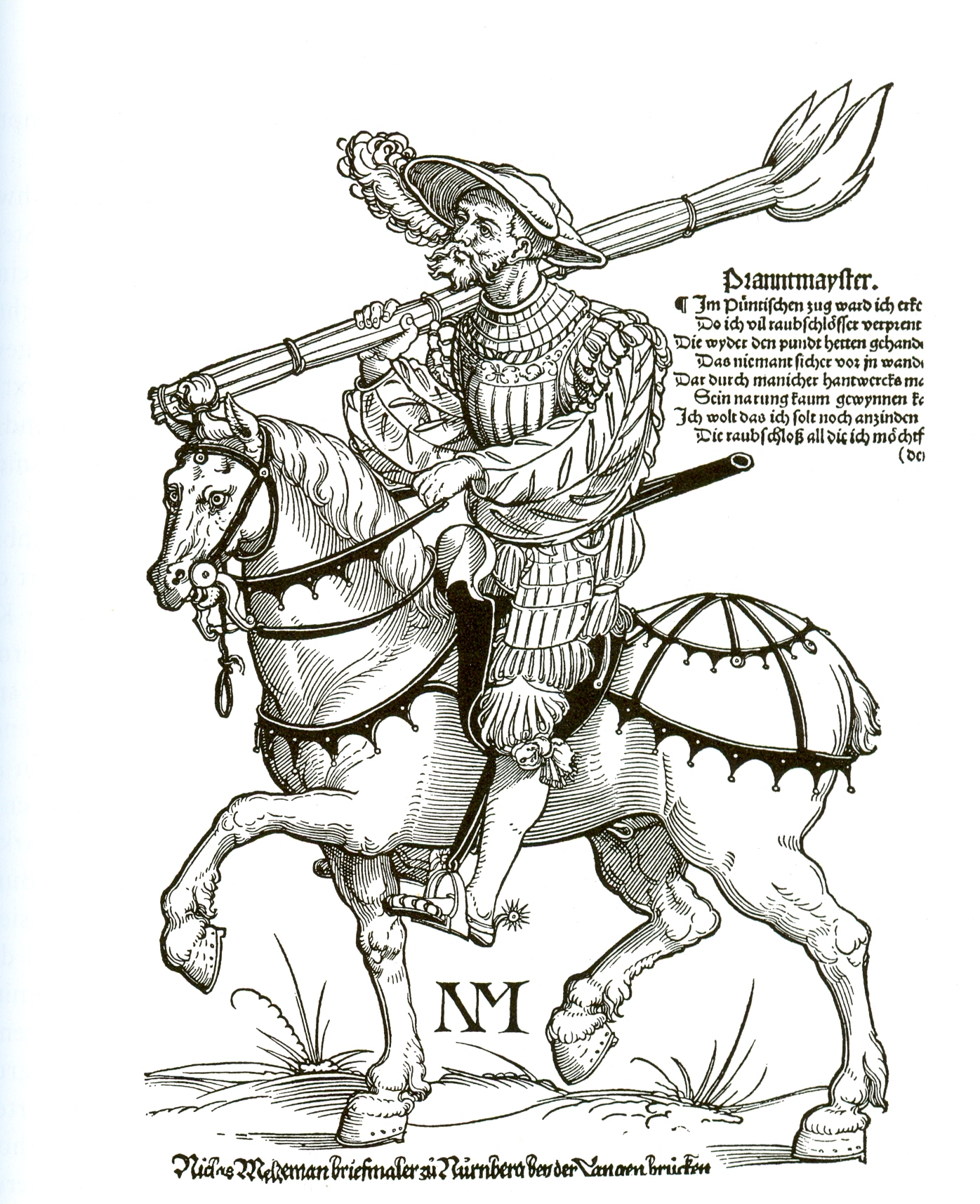
Der Brandmeister
Holzschnitt von 1535

Ein Brandmeister war ein Offizier im Regimentsstab der Landsknechtheere. Er hatte die Aufgabe, zusammen mit seinen Brandknechten im Feindesland die Ausschreibung und Eintreibung der Brandschatzungen vorzunehmen, also unter Androhung des Niederbrennens feindlicher Güter Gelder einzufordern beziehungsweise beim Ausbleiben solcher Gelder die betreffenden Ortschaften niederzubrennen.